# Opus incertum

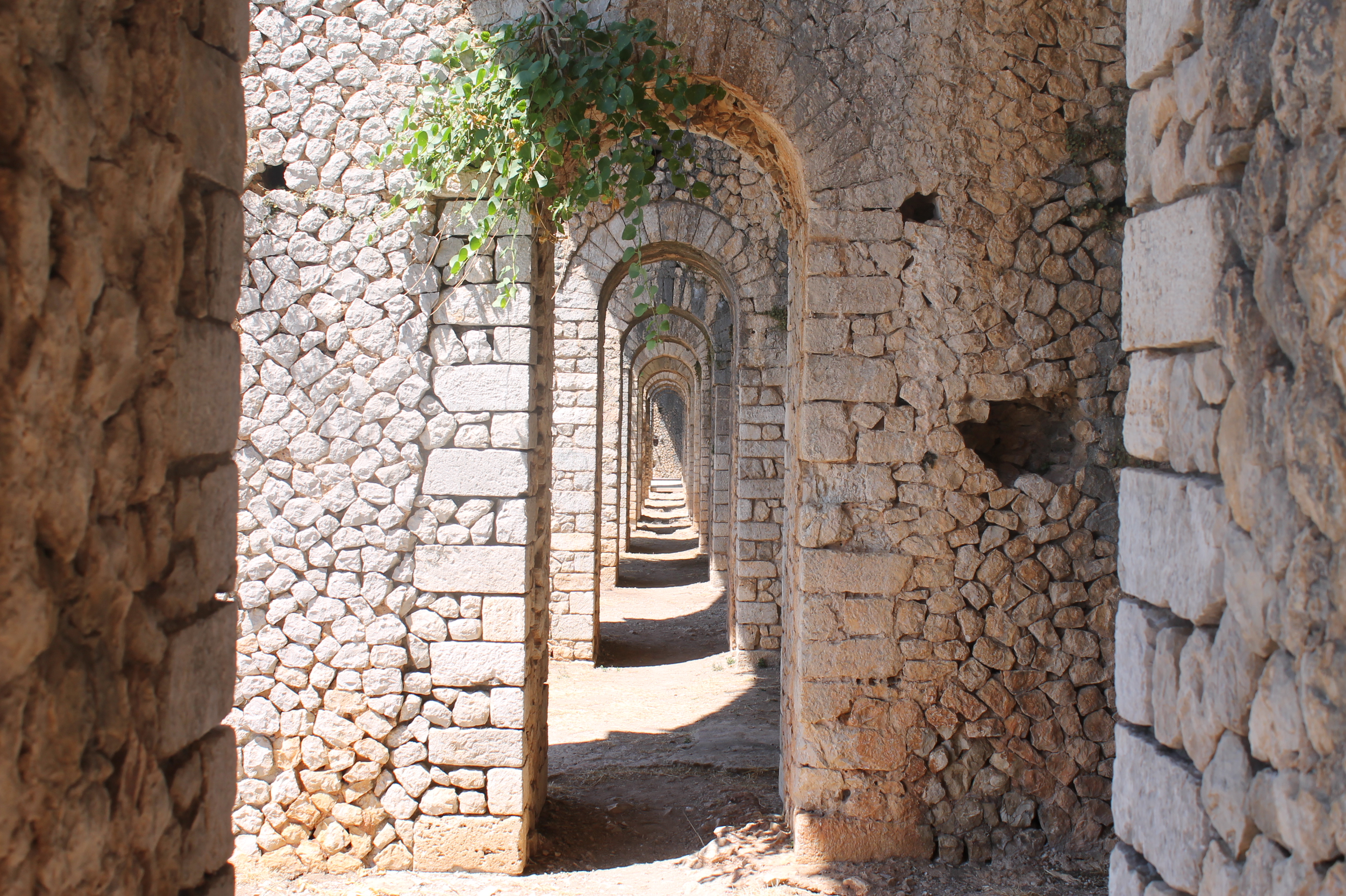
Opus incertum folosit la Templul lui Jupiter Anxur în Terracina, Italia.

Opus incertum a fost o tehnică de zidărie romană antică care se folosea de pietre de forme iregulate, mici și medii, cu partea netedă la exterior.